# Aeroportul Sahnewal
Aeroportul Sahnewal (IATA: LUH, ICAO: VILD) este un aeroport din Sahnewal⁠(d), Ludhiana district⁠(d), Patiala division⁠(d), Punjab, India ce deservește zona Ludhiana. Aeroportul a fost tranzitat în decembrie 2022 de 17 pasageri.
Situat la o altitudine de 254 m, aeroportul dispune de o singură pistă. Este operat de Airports Authority of India⁠(d).